# 钂鈀
钂鈀，亦稱鏜，是一種叉類的長柄武器，長桿的一端有兩面開鋒的利刃，利刃下橫有彎股，中鋒高於橫股兩寸，橫股用來架擋敵兵器，也能用來當作發射火矢時的支架。中國地區在明代對抗倭寇時出現，為短兵中之長者。钂的形制與钂鈀略同。馬叉的形制與钂鈀大同小異，利在於馬背上使用。

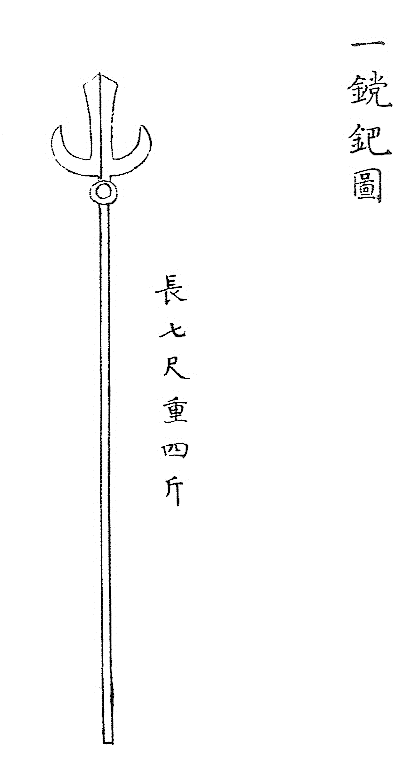
《練兵雜記》中的钂鈀。

在西方亦有形制相似之武器，稱為「Roncone」(英语)、「Ranseur」（法语）、「Brandistocco」（義大利語），橫股亦常無開鋒。

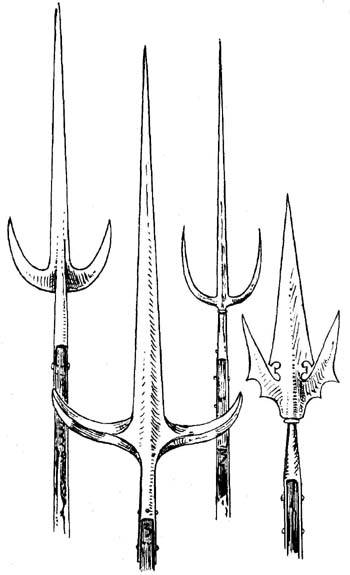
16世紀，西方的钂鈀類武器。